# Eschbach (Usingen)
Eschbach er et distrikt i Usingen i Hochtaunuskreis i Hessen.